# Чордара (Восейський район)
Чордара́ (тадж. Чордара) — село у складі Хатлонської області Таджикистану. Входить до складу Туґарацького джамоату Восейського району.
Назва села означає чотири ущелини.
Населення — 766 осіб (2010; 757 в 2009).